# Distretto di Ton Pheung
Il distretto di Ton Pheung è uno dei cinque distretti (mueang) della provincia di Bokeo, nel Laos.  Ha come capoluogo la città di Ton Pheung.